# Feldpost

Feldpoststempel der Bundeswehr (Stempeldatum: 10. März 2002)

Foto einer Feldpostkarte mit Stempel „Zurück“ an den Absender und handschriftlicher Notiz „Auf dem Felde der Ehre gefallen“.

Die Feldpost ist primär eine Organisation zur Beförderung militärischer Schriftstücke und sonstiger Sendungen innerhalb des Einsatzraums der eigenen Streitkräfte im Kriegsfall oder Auslandseinsatz. Eine größere gesellschaftliche Bedeutung hat die Feldpost, da diese auch Privatbriefe von Angehörigen der Soldatinnen und Soldaten, Zeitungen, Zeitschriften und Päckchen und Pakete transportiert. 
Der Mitarbeiter dieser Organisation ist ein Feldpostbeamter. Historisch wurde die Feldpost durch die nationale Postorganisation gestellt und war funktional in die militärische Organisationsstruktur der Streitkräfte integriert.
Die Feldpost hatte bis zum Aufkommen moderner, digitaler Kommunikationsmittel einen besonders emotionalen Aspekt, da die Briefe oft über einen langen Zeitraum das einzige regelmäßige Lebenszeichen der Soldaten an die Angehörigen in der Heimat darstellten.
Der Feldpostbrief enthält häufig Äußerungen der Soldaten, welche eine sehr andere Sicht auf die kriegerischen Ereignisse eines Konflikts erlauben. Dies führt dazu, dass diese privaten Schriftstücke heutzutage oft Gegenstand der wissenschaftlichen Forschung zu Konflikten sind.
Zur Entwicklung sowohl der Feldpost der deutschen Streitkräfte als auch der Feldpost fremder Streitkräfte in Deutschland, siehe Feldpost (Deutschland).

## Heutige Feldpost in einzelnen Staaten
- Feldpost (Bundeswehr)
- British Forces Post Office
- Feldpost (Schweizer Armee)
- Feldpost der Vereinigten Staaten
- Kanadische Feldpost
- Belgische Feldpost
- Niederländische Feldpost

## Zur Geschichte der deutschen Feldpost
- Deutsche Feldpost bis 1918
- Deutsche Feldpost im Zweiten Weltkrieg
- Durch Deutsche Feldpost

## Rezeption

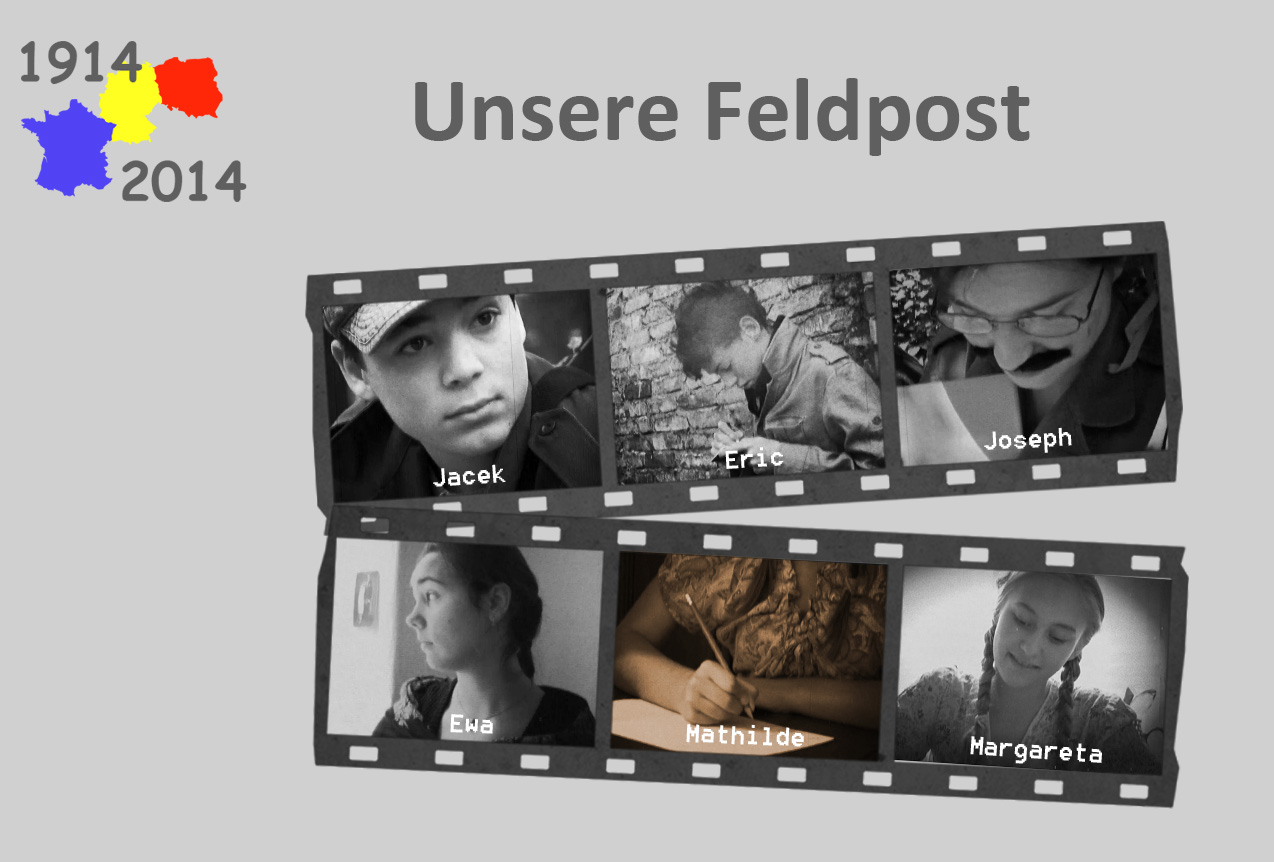

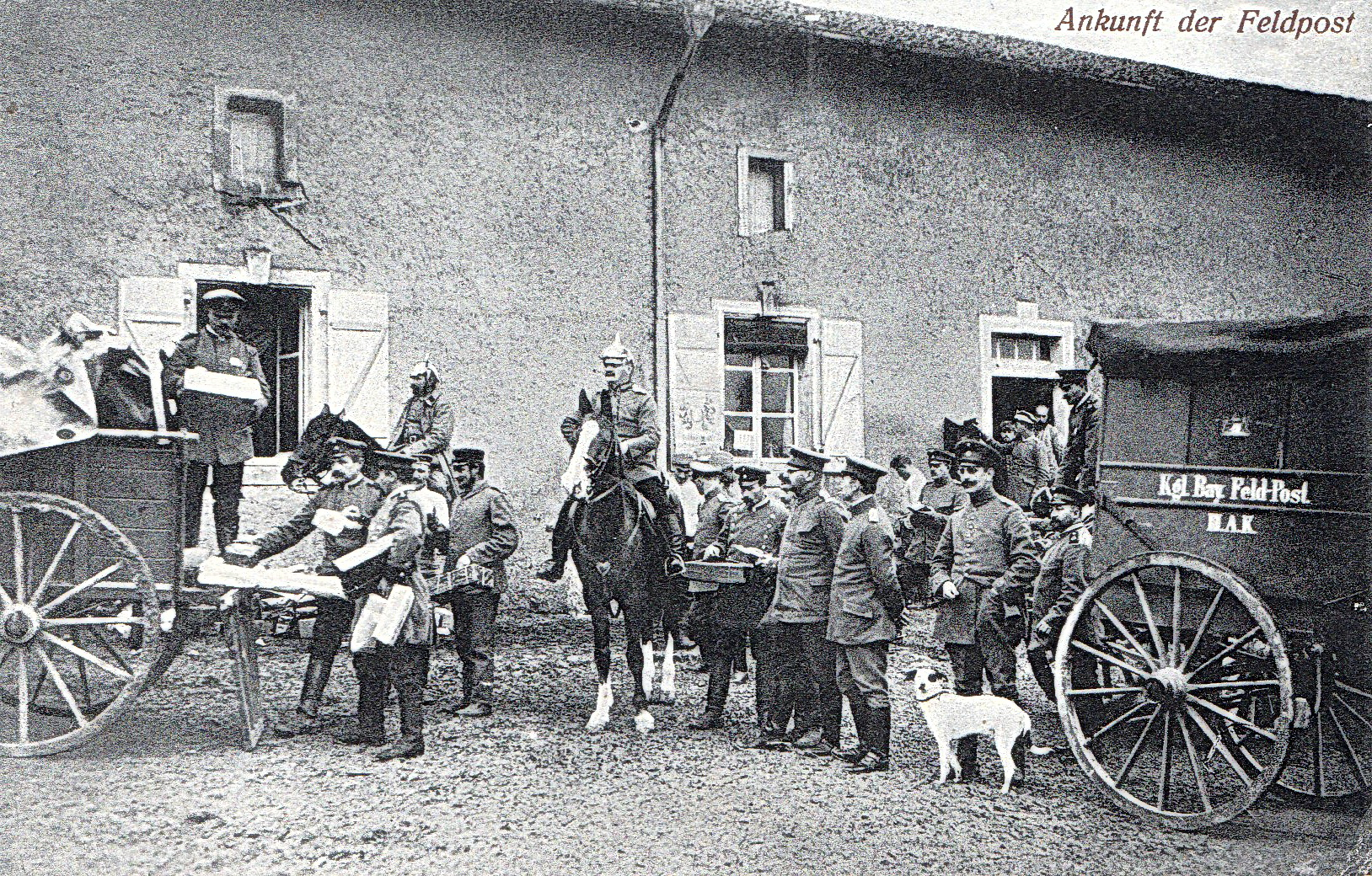
Königlich Bayerische Feldpost im Felde während des Ersten Weltkrieges

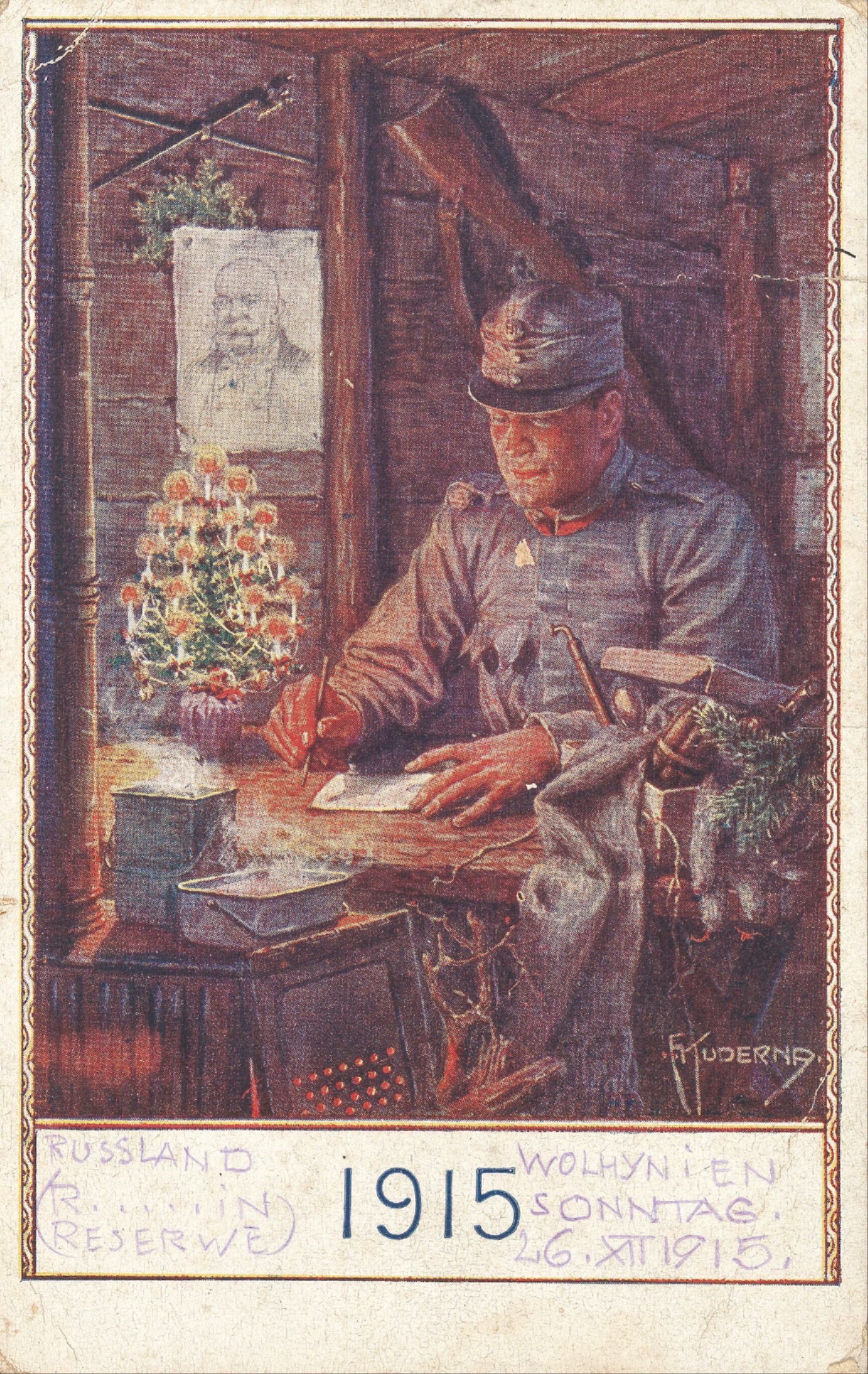
Österreichische Feldpostkarte von 1915, die einen Soldaten beim Schreiben eines Weihnachtsbriefs zeigt

Einen spielpädagogischen Einsatz fand das Thema in der Art einer selbstgeschriebenen Feldpostkarte als Unsere Feldpost im Europaspiel für Kinder Böser Wolf. Es wurden sechs Feldpostbrief-Geschichten verfilmt. 
Während die Kinder 2014 die Überzeugung äußerten, dass auch in künftigen Konflikten das geschriebene und postalisch versendete Wort eine größere Rolle spielen würde, zeigen die aktuellen Ereignisse im Konflikt zwischen Russland und der Ukraine, dass moderne, digitale Kommunikationsmittel die Aufgabe der Feldpost übernommen haben. Problematisch ist dabei, dass sich diese in weiten Teilen der staatlichen Kontrolle entziehen. Hiergegen kämpfen die staatlichen und militärischen Stellen an.